# Marcia Tucker

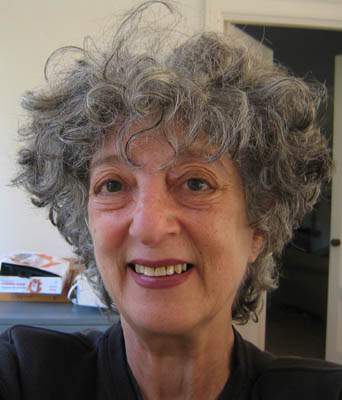
Marcia Tucker, Self-Portrait

Marcia Tucker (* 11. April 1940 in Brooklyn, New York City; † 17. Oktober 2006 in Santa Barbara, Kalifornien) war eine US-amerikanische Kunsthistorikerin, Kunstkritikerin, Kuratorin und Museumsdirektorin am Whitney Museum of American Art.

## Werdegang
Marcia Tucker (geborene Silverman) kam als Tochter eines Rechtsanwalts in New York zur Welt und wuchs in Bensonhurst und New Jersey  auf. Sie studierte am Connecticut College Theater und Kunst und schloss 1961 ihr Studium mit dem Bachelor ab. Den Master erlangte sie 1969 am Institute of Fine Arts an der New York University. Marcia Tucker war mehrfach verheiratet, zuletzt mit Dean S. McNeil, Jr., mit dem sie eine Tochter hat.
Tucker begann ihr Berufsleben als Sekretärin im Museum of Modern Art und wurde 1969 Kuratorin für Malerei und Skulptur am Whitney Museum of American Art. Bis 1977 organisierte sie in dieser Position Ausstellungen von Bruce Nauman, Lee Krasner, Joan Mitchell, Richard Tuttle, Jack Tworkov  und anderen.
1977 gründete Tucker das New Museum of Contemporary Art und leitete es bis 1999. Sie organisierte Einzelausstellungen für die Künstler Joan Jonas (1984), Martin Puryear (1984), Leon Golub (1984), Linda Montano (1984), Allen Ruppersberg (1985), Kim Jones (1986), Hans Haacke (1987), Bruce Nauman (1987), Christian Boltanski (1988), Ana Mendieta (1988), Nancy Spero (1989), Mary Kelly (1990), Carolee Schneemann (1996), Mona Hatoum (1998), Doris Salcedo (1998) und Xu Bing (1998).
Tucker kuratierte 1984 für die 41. Biennale di Venezia den amerikanischen Pavillon.
Als freie Autorin war sie von 1999 bis 2006 tätig. Tucker schrieb für die New York Times, The Christian Science Monitor, Art in America, Artforum und Art news. Sie lehrte an der Cornell University, Colgate University und  am Bard College.
2004 zog sie mit ihrer Familie nach Santa Barbara und verstarb dort 2006.